# Scott Foley
Pour les articles homonymes, voir Foley.
Scott Foley est un acteur, réalisateur et producteur américain né le 15 juillet 1972 à Kansas City, Kansas (États-Unis).
Il est principalement connu à la télévision. 
C'est à la fin des années 1990 qu'il acquiert la notoriété, grâce à la série télévisée dramatique Felicity (1998-2002) et confirme dans les années 2000, en jouant un grand nombre de rôles récurrents ou principaux dans diverses séries : il s'invite dans une poignée d'épisode de la comique Scrubs (2002-2009), porte l'éphémère sitcom Adam Sullivan (2003) et il est l'un des héros de la série d'action The Unit : Commando d'élite (2006-2009).
Durant la décennie suivante, il joue les guest star dans le drama médical Grey's Anatomy (2010-2012) et dans la fantastique True Blood (2011-2012), il tente à nouveau la sitcom avec la brève The Goodwin Games (2013) et connaît un nouveau succès important avec la dramatique et politique Scandal (2013-2018).  
Puis, il produit et joue le premier rôle dans la série qui mélange comédie et action, Whiskey Cavalier (2019).

## Biographie

### Jeunesse et formation
Il est né à Kansas City, Kansas , le premier des trois garçons de Constance et Hugh Foley. Son père était un banquier international et la famille a vécu au Japon et en Australie pendant l'enfance de Foley.  La famille s'est installée à St. Louis, Missouri quand Scott avait 15 ans. Sa mère est décédée d' un cancer de l'ovaire alors qu'il avait 15 ans. Foley a fréquenté l'école secondaire Ladue , avant d'être diplômé de l'école secondaire Clayton .  Son ascendance est européenne du nord : anglais, allemand, irlandais et écossais . 
Dans le deuxième épisode de la septième saison de l'émission de télé-réalité sur la généalogie Who Do You Think You Are? , il a été révélé que Foley avait un ancêtre, Samuel Wardwell , qui était un accusé dans les procès des sorcières de Salem . Un autre ancêtre, Simon Wardwell, était membre de la " Life Guard " du général George Washington pendant la guerre d’indépendance 

### Carrière

#### Débuts et révélation
Après un rôle récurrent dans la populaire série adolescente Dawson en 1998, il se voit confier l'un des rôles principaux de la nouveauté Felicity, lancée sur la même chaîne. Face à Keri Russell et Scott Speedman, il rencontre un large succès critique et commercial à travers cette chronique de la vie estudiantine new-yorkaise, sentimentale et romantique. 
Le programme s'arrête néanmoins en 2002, au bout de quatre saisons, faute d'audiences.
Il rebondit alors vers la comédie, d'abord en tenant un rôle récurrent dans la sitcom Scrubs, dans laquelle il incarne Sean Kelly, un prétendant pour le personnage principal d'Eliott, incarné par Sarah Chalke.  
Il multiplie les apparitions entre 2002 et 2009, notamment dans la série Adam Sullivan, qu'il produit également et dont il est le héros. Mais cette comédie dramatique lancée en 2003 s'arrête au bout de huit épisodes sur la chaîne NBC. 
En 2004, il réalise un épisode de la série plébiscitée Monk.  
Il enchaîne alors les apparitions dans d'autres programmes, jusqu'à renouer avec un rôle régulier, et dans un registre dramatique : entre 2006 et 2009, il est en effet l'un des protagonistes de la série militaire The Unit, diffusée durant quatre saisons par la chaîne CBS.
À l'arrêt soudain du programme, il multiplie les apparitions dans des genres divers : en 2009 , il est l'un des héros de la mini-série d'aventures Le Dernier Templier, aux côtés de Mira Sorvino, puis tient un rôle récurrent dans la nouvelle production du créateur de Scrubs, Cougar Town. 
Avant cela, il produit et joue l'un des premiers rôles du téléfilm catastrophe La forêt en feu avec Richard Burgi. 

#### Réalisation, production et rôles réguliers
Après des rôles récurrents dans les populaires Grey's Anatomy et True Blood, entre 2010 et 2012, il tente de nouveau une comédie, et en tête d'affiche. Mais les huit épisodes de The Goodwin Games sont diffusés dans l'indifférence début 2013 par la chaîne FOX.
Cependant, la même saison, l'acteur tient le rôle récurrent de Jack Ballard dans sa très suivie série politique Scandal, produite par la créatrice de Grey's Anatomy. Cette dernière décide donc de promouvoir son personnage au rang de régulier pour la troisième saison, prévue pour septembre 2013. Le personnage, apprécié, s'installe définitivement. L'acteur profite alors de ce succès pour passer, à trois reprises, derrière la caméra. 
Entre-temps, il réalise aussi la comédie criminelle Let's Kill Ward's Wife avec Amy Acker, James Carpinello et Donald Faison.
Après l'arrêt de Scandal, le réseau ABC renouvelle sa confiance envers l’acteur en lui proposant le premier rôle masculin ainsi que la casquette de producteur pour la série de comédie d’action Whiskey Cavalier, dans laquelle il donne notamment la réplique aux actrices Lauren Cohan et Ana Ortiz. Cependant, la série est arrêtée à l'issue de la première saison, faute d'audiences,,.

## Vie privée
Le 19 octobre 2000, il épouse l'actrice Jennifer Garner, rencontrée sur le tournage de Felicity, mais ils se séparent au bout de trois ans, le divorce étant finalement prononcé le 30 mars 2004.
Le 5 juin 2007, il se remarie avec l'actrice Marika Dominczyk, avec laquelle il a trois enfants : Malina, née en octobre 2010, Keller, né en avril 2012, et Konrad, né le 13 novembre 2014. Sa belle-sœur est l'actrice Dagmara Dominczyk, mariée à l'acteur Patrick Wilson.

## Filmographie

### Comme acteur

#### Au cinéma
- 2000 : Self Storage de Chris Nolan (court-métrage) : Zack Griffey
- 2000 : Scream 3 de Wes Craven : Roman Bridger
- 2001 : Stealing Time (en) de Marc Fusco : Casey Shepard
- 2002 : Abîmes (Below) de David Twohy : Coors
- 2014 : Let's Kill Ward's Wife (en) de lui-même : Tom -également producteur et scénariste-
- 2014 : Mr Maple Leaf de Daniella Eisman (court-métrage) : Max Wexler
- 2017 : Naked de Michael Tiddes : Cody

#### À la télévision

##### Téléfilms
- 1997 : Beauté criminelle de Christopher Leitch : Matt
- 1998 : Conduite coupable (Someone to Love Me: A Moment of Truth Movie) de Chuck Bowman : Ian Hall
- 1998 : Un si long sommeil (en) de Michael Switzer : David
- 2006 : La Forêt en feu (Firestorm: Last Stand at Yellowstone) de John Lafia : Clay Harding -également producteur exécutif-
- 2010 : Open Book de James Burrows : Dylan
- 2017 : Final Vision de Nicholas McCarthy : Jeffrey MacDonald

##### Séries télévisées
- 1995 : Les Jumelles de Sweet Valley : Zack (saison 2, épisode 9)
- 1997 : Notre belle famille : Jeremy (saison 7, épisode 2)
- 1998 : Dawson : Cliff Elliot (5 épisodes)
- 1998-2002 : Felicity : Noel Crane (rôle principal - 84 épisodes)
- 1999 : Zoé, Duncan, Jack et Jane : Montana Kennedy (1 épisode)
- 2002 : Girls Club : Wayne Henry (1 épisode)
- 2002-2004 et 2009 : Scrubs : Sean Kelly (rôle récurrent - 12 épisodes)
- 2003 : Adam Sullivan : Adam Sullivan (rôle principal - 8 épisodes) -également producteur-
- 2004 : Jack et Bobby : Lars Christopher (saison 1, épisode 8)
- 2005 : Dr House : Hank Wiggen (saison 1, épisode 12)
- 2006-2009 : The Unit : Bob Brown (rôle principal - 69 épisodes)
- 2009 : Le Dernier Templier de Paolo Barzman (mini-série) : Sean Daley
- 2009 : New York, unité spéciale : Dalton Rindell (saison 11, épisode 4)
- 2009-2010 : Cougar Town : Jeff (rôle récurrent - saison 1, 4 épisodes)
- 2010 : True Blue : Peter Callahan (pilote non retenu par ABC)
- 2010-2012 : Grey's Anatomy : Henry Burton (rôle récurrent - 15 épisodes)
- 2011 : The Doctor : David (pilote non retenu par CBS)
- 2011-2012 : True Blood : Patrick Devins (rôle récurrent - saison 4 et 5, 10 épisodes)
- 2013-2018 : Scandal : Jake Ballard (récurrent saison 2, principal depuis saison 3 - 104 épisodes)
- 2013 : The Goodwin Games : Henry Goodwin (rôle principal - 8 épisodes)
- 2014 : Hollywood Game Night : lui-même (jeu télévisé dont est adapté Canapé Quiz en France)
- 2015 : Undateable : lui-même (saison 2, épisodes 7 et 8; saison 3, épisode 1 et 2)
- 2016-2018 : Boucle d'Or et Petit Ours : Prince Charming (voix, 4 épisodes)
- 2017 : Return of the Mac : lui-même (1 épisode)
- 2017 : Insecure: Due North (mini-série) : Master Turnefellow (1 épisode)
- 2019 : Whiskey Cavalier : Will Chase (rôle principal) -également producteur exécutif-
- 2021 : The Big Leap (en) : Nick Blackburn (rôle principal) -également producteur exécutif-

### Comme réalisateur
- 1998 : Felicity (série télévisée) - saison 4, épisode 17
- 2004 : Monk (série télévisée) - saison 3, épisode 7
- 2009 : The Unit - Commando d'élite (série télévisée) - saison 4, épisode 13
- 2016-2017 : Scandal (série télévisée) - saison 5, épisodes 16 - saison 6, épisode 3 - saison 7, épisode 3

## Distinctions
Sauf indication contraire ou complémentaire, les informations mentionnées dans cette section proviennent de la base de données IMDb.

### Nominations
- Teen Choice Awards 1999 : 
  - Meilleur acteur dans une série télévisée pour Felicity[5]
  - Meilleure révélation masculine dans une série télévisée
- Teen Choice Awards 2000 : 
  - Meilleur acteur dans une série télévisée Felicity[réf. nécessaire]
  - Scène la plus embarrassante pour Scream 3
- Teen Choice Awards 2002 : Meilleur acteur dans une série télévisée dramatique pour Felicity[6]
- People's Choice Awards 2017 : Acteur préféré dans une série télévisée dramatique

## Voix françaises
| En France - Mathias Kozlowski dans : - Dawson (série télévisée) - Felicity (série télévisée) - Zoé, Duncan, Jack et Jane (série télévisée) - Adam Sullivan (série télévisée) - Dr House (série télévisée) - The Unit : Commando d'élite (série télévisée) - La Forêt en feu (Firestorm: Last Stand at Yellowstone) (téléfilm) - Le Dernier Templier (téléfilm) - New York, unité spéciale (série télévisée) - Grey's Anatomy (série télévisée) - Scandal (série télévisée) - Naked | - Constantin Pappas dans : (les séries télévisées) - Scrubs - Cougar Town - Whiskey Cavalier Et aussi - Vincent Barazzoni dans Notre belle famille (série télévisée) - David Lesser dans Conduite coupable (téléfilm) - Loïc Houdré dans Scream 3 - Guillaume Lebon dans Abîmes - Pierre Tessier dans True Blood (série télévisée) |